# Castelo de Pouancé

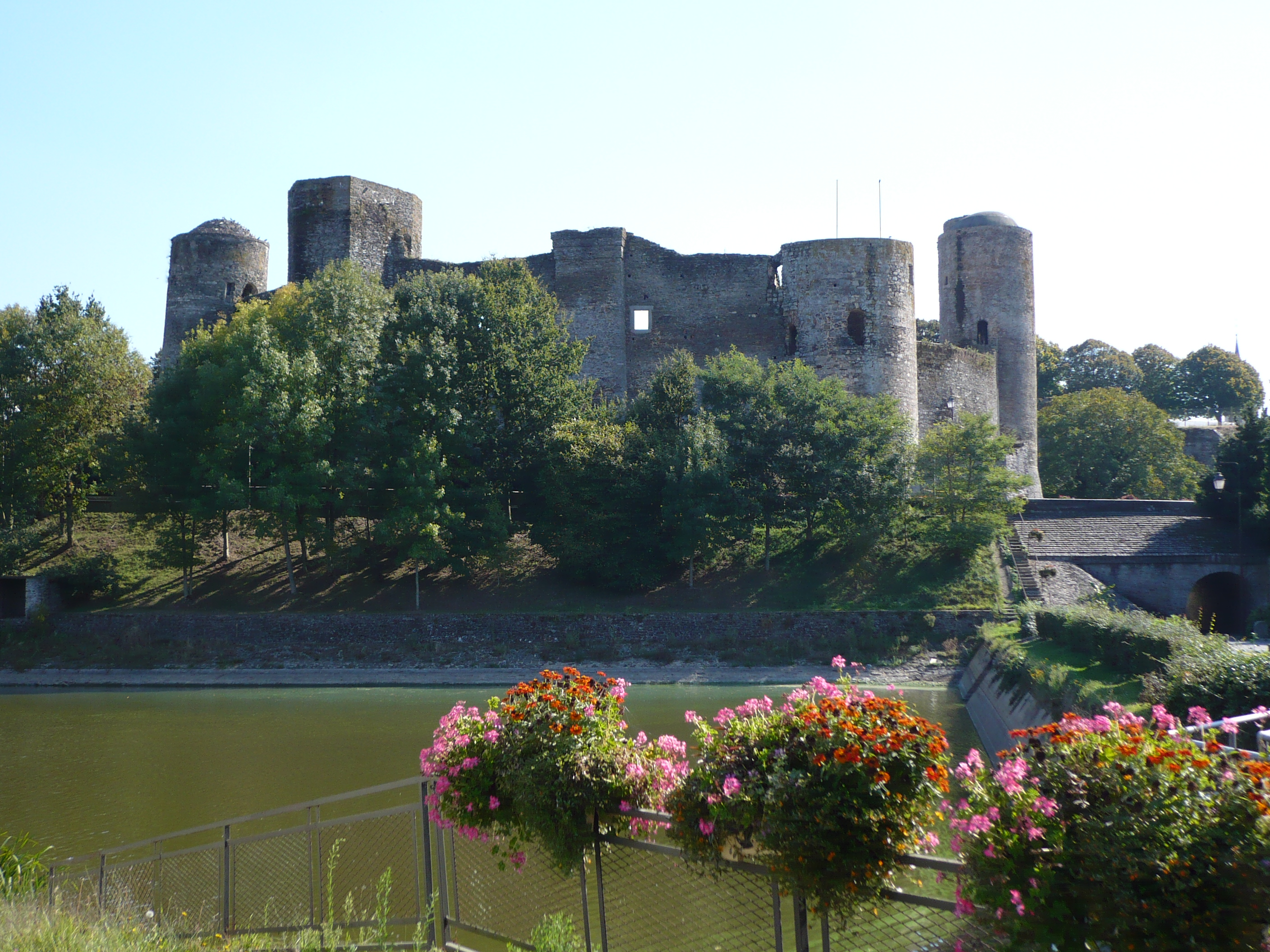
O castelo e a lagoa.

O castelo medieval de Pouancé está situado na comuna de Pouancé, departamento do Maine-et-Loire, em França, na fronteiro ocidental da antiga província de Anjou. O castelo cobre uma superfície de três hectares. É por vezes apelidado de «segundo castelo de Anjou» em termos de importância, logo depois do Castelo de Angers. 
Num local fortificado desde o Século XI, o castelo atual foi sendo construído do Século XII ao Século XV. Sofrendo diversos cercos durante a guerra dos Cem Anos, torna-se uma fortaleza de primeira linha no fim do Século XV, durante o conflito entre o reino da França e o ducado da Bretanha.

## História

### Primeiros tempos da fortaleza
Desde o fim da alta Idade Média, o local de Pouancé, nos confins das marcas de fronteira da Bretanha e de Anjou, foi certamente fortificado com o intuito de frustrar a praça-forte bretã de Châteaubriant. A primeira menção ao castelo remonta ao período 1049-1060 no cartulário de Carbay; o conde de Anjou ali entretinha alguns homens. Fragmentos de sarcófagos datados da alta Idade Média, descobertos nas paredes da igreja de Saint-Aubin, parecem comprovar a existência de povoamento anterior à edificação do castelo naquela zona.
A identidade do primeiro proprietário do castelo foi sujeito a numerosas teorias: segundo Racineux, teria sido construído por Manguinoë, «primeiro senhor de Pouancé», entre 990 e 1037, enquanto que para Jean-Louis Ormilières, poderia ter sido construído por Fulco Nerra.
Após a morte de Landri, o vicarius do conde de Anjou, Pouancé passa para as mãos de um próximo de Landri, Hervé de Martigné, vassalo do conde de Rennes, a quem o conde de Anjou dá a sua confiança. Hervé controlava já a «honra» de Lourzais, território próximo de Pouancé. Entretanto, e desde 1066, o duque da Bretanha Conan II, sitiava Pouancé e toma-a durante uma campanha que o levou até Château-Gontier. À morte de Hervé (c. 1084), sucede-lhe o seu filho Gautier Hay. Emma, sua herdeira, casa por volta de 1130 com Guilherme I de La Guerche, ligando assim o senhorio de Martigné-Pouancé com o de La Guerche.
Os senhores de Pouancé irão entrar em conflito com os Plantagenetas: Por volta de 1172, o neto de Emma e de Guilherme, Geoffroy I, toma parte na rebelião contra Henrique II., mas os rebeldes senhores bretões são derrotados em Dol-de-Bretagne, os seus castelos destruídos, e Geoffroy refugia-se nas florestas dos arredores. O seu filho alia-se com os bretões em 1196 e participa na sua vitória em Carhaix contra o exército senescal de Anjou. No início do Século XIII o castelo está no coração de um grande senhorio sobre Anjou e a Bretanha. O castelo torna-se um centro político de onde o poder se estende sobre os senhorios de Pouancé, Martigné, La Guerche e Segré. É neste conturbado período que se eleva o castelo atual, com as suas primeiras torres e cortinas. É também no início do Século XIII que Guilherme III, senhor de Pouancé, toma a decisão de estabelecer uma barragem sobre o Verzée, criando a lagoa de Pouancé e protegendo a façada oeste da fortaleza, a mais exposta.
O Século XIII vê o declínio da família senhorial de Pouancé. O filho de Guilherme III, Geoffroy II, morre por volta de 1244. O filho de Geoffroy II, Geoffroy III, morre em 1263 deixando a sua filha Joana como única herdeira. Joana casa então com João de Beaumont. O seu neto, João II de Beaumont, após uma relação estéril com Isabeau d'Harcourt, une-se a Marguerite de Poitiers. O seu filho Luís de Beaumont morre em 1364, na batalha de Cocherel. É Marie Chamaillard a neta de Isabeau, primeira esposa de João II de Beaumont, que recupera o senhorio de Pouancé, juntando-o aos feudos detidos pelo seu marido Pedro de Valois, próximo de Carlos V de França.

### Tormentos da Guerra dos Cem Anos
Entre 1371 e 1379, Pedro II de Valois, proprietário do senhorio, « mandou fazer no castelo de Pouencé uma bela torre », provavelmente a atual Grosse Tour (Torre grossa). Mandou igualmente colocar mata-cães. É por volta do Século XIV que foram efetuadas alterações nas torres do Século XIII, principalmente na torre Saint-Antoine, para incluir escadas em espiral.

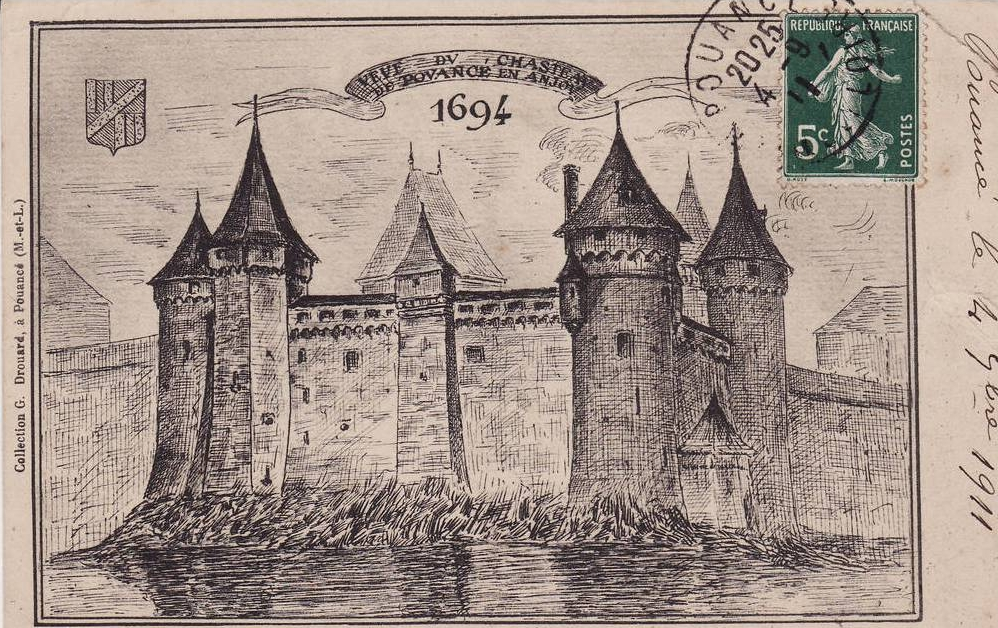
Representação do Castelo de Pouancé tal como poderia ter sido no século XV.

Em 1379 o castelo é sitiado pela segunda vez pelo exército bretão de João IV da Bretanha, tendo sido tomado graças a traição. Pedro de Valois, senhor do local, troca com Bertrand Du Guesclin as terras de Pouancé e de La Guerche por terras na Normandia. Pouancé fica então sob controlo do duque João IV que rende a fortaleza a Olivier du Guesclin (1381). Este vender-lha-ia em 1390. Com o casamento entre João I d'Alençon e Marie da Bretanha, esta recebe como dote os senhorios de Pouancé e de La Guerche, que passam desde então a pertencerem à família de Alençon. 
João II d'Alençon aprisiona João de Malestroit, bispo de Nantes e chanceler de Bretanha, para que o duque da Bretanha, João V da Bretanha, honre a parte em falta do dote de sua mãe.. Recusando a chantagem, João V sitia o castelo no início do ano de 1432. Durante 5 semanas a fortaleza de Pouancé sofre os assaltos coordenados dos bretões e seus aliados ingleses. As tropas inimigas, com mais de 6000 unidades, dispõem de 7 canhões que bombardeiam as defesas de Pouancé. João d'Alençon decide negociar, terminando com os ataques por volta de 19 de fevereiro de 1432.

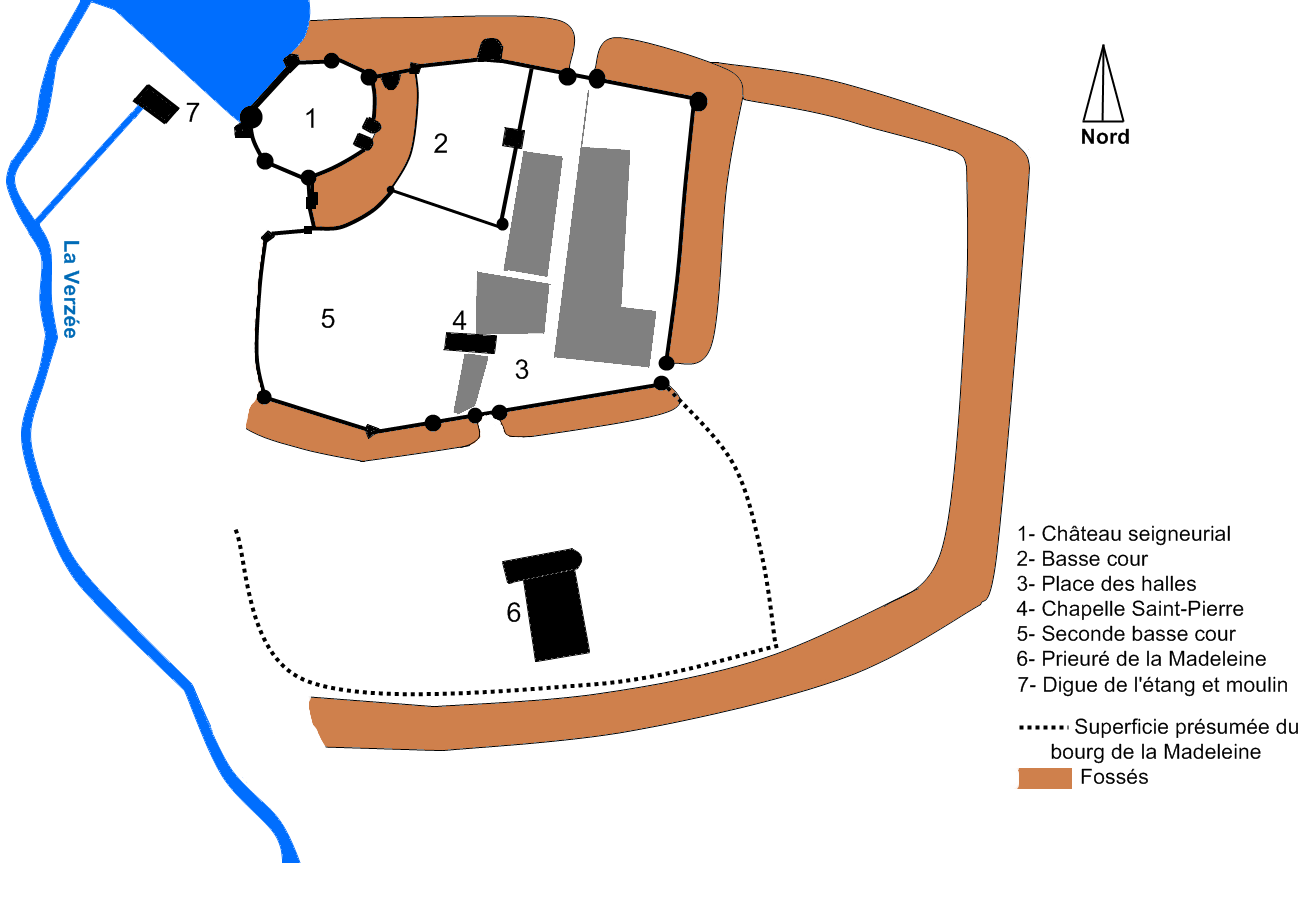
Pouancé durante o Século XV.

Onze anos mais tarde (1443), um exército inglês liderado pelo duque de Somerset sitia a fortaleza. Artur II da Bretanha junta-se ao duque d'Alençon em Château-Gontier para organizar um contrataque com a ajuda de outros senhores, incluindo Luís du Bueil e André de Lohéac. Estes, com João d'Alençon, decidem iniciar o ataque sem esperar por reforços. São surpreendidos à noite pelos ingleses que, com 1500 homens, se precipitam sobre o acampamento. Os habitantes de Pouancé resistem com sucesso, mas as periferias e indústrias da cidade são destruídas. O exército inglês deixa o local ao fim de duas ou três semanas para se dirigir para La Guerche.

### Conflito franco-bretão
Em 1467 João II d'Alençon conspira juntamente com Francisco II, duque da Bretanha, contra o rei de França Luís XI. Os bretões atacam em outubro de 1467, sitiando o castelo de Pouancé, defendido pelo « nhor de Villiers » por conta do rei de França, sem o consentimento de João II. Após três dias, a fortaleza cede e os bretões pilham e queimam o castelo e a cidade. Em julho de 1468 um contrataque francês expulsa os bretões de Pouancé. Desde então a fortaleza torna-se uma componente essencial do sistema de defesa e ataque das tropas francesas contra a Bretanha. Em 1488 Luís XI passa lá a noite com mais de 5000 homens quando é informado que as tropas bretãs estão concentradas em La Guerche. Luís de la Trémoille junta 12000 homens antes de avançar para o cerco sobre Châteaubriant, iniciando assim a campanha militar contra o ducado da Bretanha que culminaria na sua anexação pelo reino da França.
É nesta última metade do século XV que o castelo sofreu alterações defensivas, como a edificação da torre Heptagonal, da capoeira e do baluarte.. Esse frenesim de construções defensivas coincide com o período de tensões franco-bretãs, que vê nascer uma verdadeira militarização das fortalezas das Marcas da Bretanha.

### Guerra de Religião
Em 1562 o senhorio passa para as mãos da família de Cossé-Brissac. Carlos II de Cossé, católico fervoroso, entra em 1590 para a Liga Católica francesa e opõe-se ao rei Henrique IV de França. Em 1592 madame de Brissac envia a Angers um denominado Chanjus, capitão e comandante do castelo de Pouancé, para prestar homenagem ao rei.. Apesar do desejo de neutralidade, a cidade e o castelo são ocupados por cerca de 50 soldados do duque de Mayenne. Este alia-se ao rei em 1596, mas o duque de Mercoeur, governador da Bretanha, continua o combate. Em setembro de 1597 o capitão Chanjus rende o castelo a Mercoeur que ali instala uma guarnição. Este acabaria por se submeter em março de 1598, pondo fim à oitava guerra de religiões.

### Abandono da fortaleza militar

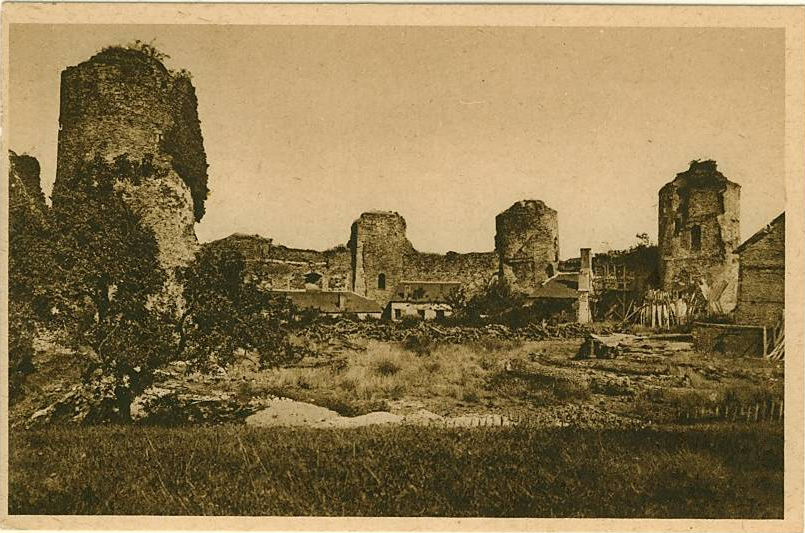
Fortaleza antes de 1916. Habitações e ateliers são construídos ao longo das muralhas. À direita, a torre do Moinho antes do seu colapso em 1916. À esquerda, a torre Criminelle, que caiu em 1936.

O castelo perdeu desde há muito o seu papel de residência do senhorio. A família Cossé-Brissac muito raramente o frequenta. No entanto, Francisco de Cossé ali morre em 1651 e o seu corpo fica exposto durante algum tempo. Ao longo do Século XVII e XVIII várias salas permanecem habitáveis, por várias pessoas ali residirem: um jardineiro (1620), um tenente de bailiado (ali morre em 1671), um oficial (entre 1756 e 1767). A maioria dos encarregados da gestão do senhorio alojam-se fora da cidade, em mansões, habitações e solares. A partir de 1541 as antigas muralhas são parcialmente rasgadas e abandonadas.
Será muito provavelmente durante a segunda metade do Século XVIII que os habitantes da cidade decidiram destruir o châtelet da entrada, de fechar os fossos e de construir várias casas e lojas no interior, ao longo das cortinas. Segue-se um longo período de abandono e degradação. No entanto, durante o Congresso Arqueológico de França de 1871 (em Angers), a fortaleza foi considerada como «uma bonita ruina feudal, seguramente uma das mais belas que Anjou tem ». Em 1911 a escola l'Enfant-Jésus, uma escola católica privada, é construída entre o bastião e a poterna norte. Para tal, foi necessário destruir a parte superior das muralhas a norte. Em 1915 a torre do Moinho colapsa levando uma parte da muralha, e abrindo uma brecha no recinto até então preservado. Em 1926 o local é classificado Monumento histórico. Em 1929 o arquiteto encarregado dos Monumentos históricos faz um levantamento das ruinas « para conservar pelo menos a recordação». Após o levantamento, e perante os riscos de colapso, o marquês de Montault, proprietário do castelo, evacua os últimos habitantes. Em 1934, as Belas-artes fazem ruir as casas abandonadas do interior. A parte superior de uma segunda torre (a torre Criminelle), colapsa em 1936, quando o alto das torres e das muralhas eram cimentadas para evitar subsequente degradação.

### Atualmente
Hoje em dia o edifício é por vezes considerado como a « segunda fortaleza de Anjou », depois do castelo de Angers, integrando-se numa das duas últimas cidades fortificadas de Anjou que conservam uma parte do seu recinto urbano. O castelo medieval está aberto ao público do meio de junho até ao final de agosto. A visita guiada do local demora uma hora. Não é possível visitar livremente o local. Fora de época, a visita está disponível unicamente sob reserva. O local é dos menos visitados na Maine-et-Loire, com menos de 1000 visitantes por ano. Apesar da sua importância histórica e patrimonial, o castelo ainda não teve nenhum estudo arqueológico aprofundado. Em 2001 um comité científico decidiu incluir Pouancé e o seu castelo na lista das 21 comunas suscetíveis de serem inscritas no quadro de Património Mundial da UNESCO.

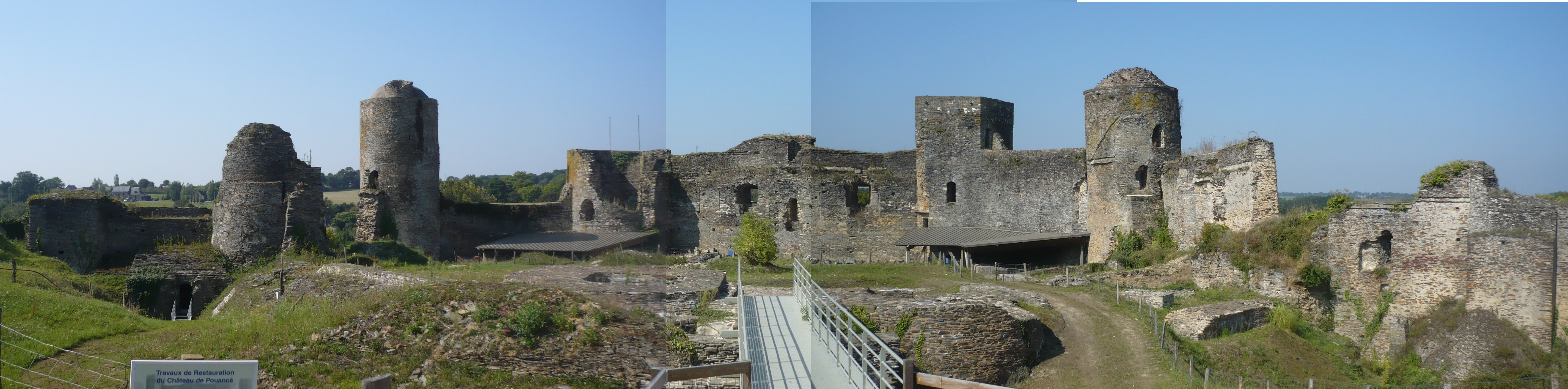
Panorâmica interior do castelo medieval